# Partido di San Cayetano
Il partido di San Cayetano è un dipartimento (partido) dell'Argentina facente parte della provincia di Buenos Aires. Il capoluogo è San Cayetano.